# Quetzal
A quetzal (ejtsd: keccál) vagy kvézál (Pharomachrus mocinno) a madarak osztályába a trogonalakúak (Trogoniformes) rendjébe és a trogonfélék (Trogonidae) családjába  tartozó faj.
Bár a Pharomachrus nemnek minden faját kvézálnak szokták nevezni, a legtöbbször a Pharomachrus mocinno fajt értik alatta. 
Neve az azték nyelvből származik, jelentése toll (az egyik legfontosabb azték isten, Ketzalkóatl nevének jelentése tollaskígyó), a madár tollait az azték birodalomban cserekereskedelemben használták.

## Előfordulása
Mexikó, Panama, Costa Rica, Salvador, Guatemala, Honduras, Nicaragua területén honos.

## Alfajai
- Pharomachrus mocinno costaricensis
- Pharomachrus mocinno mocinno

## Megjelenése
Testhossza rendszerint 24 és 46 cm közötti, de a „csillogó” (vagy „guatemalai”) quetzal 125 cm hosszú. A 12 tollból álló farok többnyire fekete-fehér mintázatot mutat a belső oldalán (hasonlóan a kakukkhoz). A szárnyak kerekek, a lábak rövidek és gyengék. A csőr rövid, íves és széles, a tövénél sörték vannak. Sok fajnál recés. A szem körül színes, csupasz bőr van.

## Életmódja
Rovarokkal, gyümölcsökkel és békákkal táplálkozik.

## Szaporodása
Általában korhadó fába vájja a fészkét, de a természetes mélyedéseket is felhasználja. Hangyák vagy darazsak fészkét is elfoglalja. Az ott talált lárvákat elfogyasztja. Fészekalja 2-5 fehér vagy világos színű, majdnem gömb alakú tojásból áll. A költés 2-3 hétig tart, a kirepülés 2-3,5 héttel később történik. A szülők közösen gondozzák a fiókákat.

## Érdekességek

Szerepel Guatemala címerében is

A quetzal nagy szerepet játszott a Kolumbusz előtti idők indiánok mitológiájában, a teremtő istenhez kötődött, a papok kvézáltollakat hordtak a fejdíszükben.
A quetzal Guatemala nemzeti jelképe, szerepel a zászlón és a címeren is. A helyi valuta ugyancsak az ő nevét viseli.